# Mai 2015
Le mois de mai 2015 est le 5e mois de l'année 2015.

## Évènements
- 1er mai : ouverture de l'Exposition universelle de 2015 à Milan en Italie ;
- 2 mai : à Las Vegas, Floyd Mayweather Jr. sort victorieux du combat de boxe contre Manny Pacquiao, appelé « combat du siècle ».
- 4 mai : une fusillade éclate aux abords du Centre Curtis Culwell à Garland au Texas.
- 7 mai : élections législatives au Royaume-Uni.
- 8 mai : un hélicoptère Mil Mi-17 s'écrase à l'atterrissage contre une école qui prend feu.
- 9 mai : un Airbus A400M Atlas qui effectue son premier vol à Séville s'écrase dans un champ proche de l'aéroport San Pablo.
- 10 et 24 mai : élection présidentielle en Pologne remportée par Andrzej Duda.
- 10 mai :
  - élections communales en Vallée d'Aoste.
  - Fondation du réseau social Discord.
- 11 mai : 
  - élections législatives en Guyana.
  - le sénateur Peter Christian est élu nouveau président des États fédérés de Micronésie.
- 12 mai :
  - une réplique majeure du séisme du 25 avril frappe le Népal ;
  - un train de la compagnie Amtrak reliant Washington à New York avec 243 passagers déraille à Philadelphie.
- 13 mai : au Burundi, après trois semaines de manifestations et alors que le président Pierre Nkurunziza se trouve à un sommet consacré à la crise politique burundaise à Dar-es-Salaam en Tanzanie, le général Godefroid Niyombare, ancien chef d'état-major des armées échoue dans sa tentative à prendre le pouvoir.
- 13 mai au 25 mai : 68e édition du Festival de Cannes.
- 14 mai : le quatrième gouvernement de Benyamin Netanyahou est approuvé par la Knesset par 61 voix pour, contre 59.
- 15 mai : Djokhar Tsarnaïev est condamné à la peine de mort pour sa participation au double attentat du marathon de Boston en avril 2013.
- 16 mai : 
  - l'ancien président égyptien Mohamed Morsi est condamné à mort ;
  - le chef de l'opposition David Granger, vainqueur des législatives en Guyana, est élu nouveau président.
- 17 mai : 
  - en France, l'Église protestante unie réunie en synode adopte la possibilité pour un couple homosexuel d'obtenir une bénédiction religieuse, une première en France pour un mouvement religieux ;
  - le pape François canonise quatre religieuses ayant vécu au XIXe siècle, les palestiniennes Mariam Baouardy et Marie-Alphonsine Danil Ghattas, la française Jeanne Émilie de Villeneuve et l'italienne Maria Cristina dell'Immacolata ;
  - fusillade entre bandes de motards rivales, à Waco, au Texas (États-Unis).
- 19, 21 et 23 mai : demi-finales et finale du 60e Concours Eurovision de la chanson à Vienne en Autriche.
- 20 mai : Samuel Seaton devient gouverneur général de Saint-Christophe-et-Niévès par intérim.
- 21 mai : fin de la bataille de Palmyre, la ville est prise par l'État islamique.
- 22 mai : les Irlandais approuvent par référendum constitutionnel la légalisation du mariage homosexuel à 62,07 %.
- 23 mai : l'archevêque de San Salvador surnommé « l'archevêque des sans voix » et assassiné en 1980, Óscar Romero, est béatifié lors d'une cérémonie présidée par le cardinal italien Angelo Amato.
- 24 mai : 
  - élections législatives en Éthiopie ;
  - élections municipales et élections régionales dans 13 communautés autonomes d'Espagne ;
  - le réalisateur français Jacques Audiard remporte la Palme d'or du Festival de Cannes avec le long métrage Dheepan.
- 25 mai : élections législatives au Suriname.
- 26 mai : 
  - les députés malgaches votent par 121 députés contre 4, sur 125 votants, parmi les 151 députés de l'Assemblée nationale, la destitution du président Hery Rajaonarimampianina pour incompétence ;
  - élections sénatoriales néerlandaises de 2015 remportées par le VVD.
- 27 mai : 
  - les résistantes Geneviève de Gaulle-Anthonioz et Germaine Tillion et les hommes politiques Pierre Brossolette et Jean Zay font leur entrée au Panthéon ;
  - le Nebraska devient le 19e État des États-Unis à abolir la peine de mort ;
  - à Zurich en Suisse, plusieurs hauts responsables de la Fédération internationale de football sont arrêtés et placés en détention en vue de leur extradition vers les États-Unis. Ils sont soupçonnés de corruption.
- 29 mai : 
  - le suisse Sepp Blatter est réélu face au prince Ali de Jordanie pour un cinquième mandat à la présidence de la Fédération internationale de football ;
  - le président de Maurice Kailash Purryag démissionne conformément à un accord passé en janvier 2015 avec le premier ministre Anerood Jugnauth vainqueur des législatives de décembre 2014. C'est la vice-présidente Monique Ohsan Bellepeau qui est chargée d'assurer l'intérim jusqu'à l'élection d'un nouveau président.
- 30 mai : la Russie publie une liste noire comprenant 89 personnalités européennes interdites d'entrée sur le territoire russe.

## Naissances
- 2 mai : Charlotte de Cambridge, fille du prince William de Cambridge et de la princesse Kate de Cambridge.